# 완주 송광사 소조사천왕상
완주 송광사 소조사천왕상(完州 松廣寺 塑造四天王像)은 전라남도 완주군 송광사에 있는 조선시대의 명부상이다. 1997년 6월 12일 대한민국의 보물 제1255호로 지정되었다.

## 지정 사유
사천왕은 갑옷을 입고 위엄이 충만한 무인상을 하고, 동·서·남·북의 사천국(四天國)을 다스리는데, 우리나라에서는 남북국 시대 초기부터 나타나기 시작하여 조선시대에는 사찰입구에 사천왕문을 세워 모시고 있다. 대웅전을 향하여 오른쪽에는 동방 지국천왕(持國天王)과 북방 다문천왕(多聞天王)이, 왼쪽에는 남방 증장천왕(增長天王)과 서방 광목천왕(廣目天王)이 위치하고 있다.
송광사의 동방 지국천왕상은 오른쪽 팔꿈치를 높이 쳐들어 칼을 잡고, 왼손은 엄지와 검지를 길게 펴서 칼끝을 잡으려는 자세를 취하고 있다. 왼쪽다리 옆의 악귀는 상의를 벗고 오른쪽 어깨로부터 굵은 끈을 왼쪽 옆구리에 걸쳤으며 바지를 입고 있다. 
북방 다문천왕상은 양손으로 비파를 들고 있으며 지상에서 약간 들어올린 왼쪽다리를 악귀가 오른손으로 받쳐들고 있는 형상을 취하고 있다. 악귀는 상투 장식에 눈이 심하게 튀어 나오고 주먹코에 광대뼈가 튀어나와 입체감을 나타낸다.
남방 증장천왕상은 왼손에는 보주를 잡고 오른손으로 용을 움켜쥐고 있는데, 용은 입을 벌리고 천왕상의 얼굴을 향해 치솟고 있으며 꼬리는 팔뚝을 한번 휘감으며 올라가고 있다. 악귀는 꽃장식이 달린 모자를 쓰고 있는데, 발등의 근육과 발톱까지 세밀하게 묘사하고 있다. 
서방 광목천왕상은 오른손을 들어 깃발을 잡고 있는데 깃발은 뒤로 휘어졌다. 왼팔은 거의 어깨까지 올려 손바닥 위에 보탑을 올려 놓았다. 다리 아래의 악귀는 측면을 향하고 있는 다른 악귀에 비해 정면을 향하고 있는 점이 다르다.
서방 광목천왕상 왼쪽 머리끝 뒷면에는 조선 인조 27년(1649)에 조성된 것을 알 수 있는 글이 있으며, 왼손에 얹어 놓은 보탑 밑면에는 정조 10년(1786)에 새로이 보탑을 만들어 안치하였음을 알려 주는 기록이 있다. 따라서 이 사천왕상은 제작연대가 확실하고 병자호란 이후 국난극복의 강한 의지를 담고 있을 뿐만 아니라 사천왕상이 지녀야 할 분노상, 용맹상의 모습을 잘 표현하고 있어 돋보이는 작품이다.

## 같이 보기
- 송광사